# Danske temamønter
De danske temamønter er mønter udgivet i Danmark, hvor motiverne har et fælles tema. Danmarks Nationalbank har siden 2002 udsendt temamønter i serier, hvor 20-kronemønterne har haft tårne (2002-07), skibe (2007-12) og videnskabsteorier (2013) som tema, mens eventyrserien (2005-07) og polarserien (2007-09) har prydet 10-kronerne. Forsiden på alle temamønter har indtil nu været et portræt af Dronning Margrethe 2., først af Mogens Møller og siden af Lis Nogel, lavet i anledning af dronningens 70-års fødselsdag. Som samlerudgaver blev mønterne med videnskabsteorier også udsendt i sølv ligesom eventyr- og polarmønterne blev udsendt som samlerudgaver i sølv og guld. Temamønterne er også udsendt som cirkulationsmønter helt på linje med de almindelige 10- og 20-kronemønter.

## Tårnmønterne
Tårnmønterne er en serie på 10 temamønter, udsendt over en periode fra 2. december 2002 til 20. juni 2007. Tårnmønterne er alle udsendt som almindelige 20-kroner, og deres forside er den samme som på almindelige 20-kroner. På bagsiden er der derimod motiver af forskellige tårne og en enkelt gruppe af varder. Efter 2007 blev Tårnmønterne afløst af en ny serie, Skibsmønterne.
Den første mønt havde motivet Aarhus Rådhus i anledning af arkitekten Arne Jacobsens 100-årsfødselsdag.
| Dato               | Tårn                      | Kunstner           |
| ------------------ | ------------------------- | ------------------ |
| 2. december 2002   | Århus Rådhustårn          | Lis Nogel          |
| 1. maj 2003        | Børsens Dragetårn         | Karin Lorentzen    |
| 20. november 2003  | Christiansborgs Slotstårn | Hans Pauli Olsen   |
| 31. marts 2004     | Gåsetårnet                | Tina Maria Nielsen |
| 2. august 2004     | Svaneke Vandtårn          | Morten Stræde      |
| 28. januar 2005    | Landet Kirke              | Øivind Nygård      |
| 15. september 2005 | Nólsoy Fyr                | Hans Pauli Olsen   |
| 15. februar 2006   | Gråsten Slot              | Sys Hindsbo        |
| 27. september 2006 | Tre Brødre                | Niels Motzfeldt    |
| 20. juni 2007      | Københavns Rådhustårn     | Lis Nogel          |

## Eventyrmønterne
Eventyrmønterne er en serie på 5 forskellige temamønter, udsendt i 3 forskellige udgaver: En almindelig 10-krone, en 10-krone i sølv (999 Ag) og en 10-krone i guld (900 Au). Den første mønt blev udsendt den 31. marts 2005 og den sidste mønt blev udsendt den 25. oktober 2007. Forsiden på mønterne er den samme som på almindelige 10-kroner, mens der på bagsiden er motiver inspireret af H.C. Andersens eventyr.
Året 2005 blev valgt i anledning af H.C. Andersens 200-års fødselsdag.
| Dato             | Motiv             | Kunstner           |
| ---------------- | ----------------- | ------------------ |
| 31. marts 2005   | Den grimme ælling | Hans Pauli Olsen   |
| 20. oktober 2005 | Den lille Havfrue | Tina Maria Nielsen |
| 24. april 2006   | Skyggen           | Bjørn Nørgaard     |
| 30. august 2006  | Snedronningen     | Øivind Nygård      |
| 25. oktober 2007 | Nattergalen       | Torben Ebbesen     |

## Polarmønterne
Polarmønterne er en serie på 3 temamønter, den første mønt blev udsendt 26. marts 2007 og den sidste mønt blev udsendt den 23. februar 2009. Polarmønterne udsendtes i anledning af Det Internationale Polarår 2007-2009. Hver mønt blev udsendt i 3 varianter: En almindelig 10-krone (1,2 millioner eksemplarer), en 10-krone i sølv (999 Ag) og en 10-krone i grønlandsk guld (900 Au). Mønterne deler forside med almindelige 10-kroner, mens der på bagsiden findes forskellige motiver fra polarområderne.
| Data             | Motiv                                     | Kunstner          |
| ---------------- | ----------------------------------------- | ----------------- |
| 26. marts 2007   | En isbjørn                                | Niels Motzfeldt   |
| 26. februar 2008 | Motiv inspireret af Slædepatruljen Sirius | Margrete Sørensen |
| 23. februar 2009 | Nordlys                                   | Morten Stræde     |

## Skibsmønterne
Skibsmønterne er en møntserie fra Den Kgl. Mønt med motiver af danske skibe præget på ellers almindelige 20-kroner. Der blev i perioden 2007-2012 udsendt 12 skibsmønter i 300.000-1.000.000 eksemplarer for hver.
Serien består af forskellige skibstyper, der er udvalgt så de dækker en så bred del af dansk søfartshistorie som muligt. Der findes en søsterserie af 20-kroner, Tårnmønterne og to søsterserier af 10-kroner, Polarmønter og Eventyrmønter.
Den første mønt fik inspektionsskibet Vædderen som motiv i anledning af Galathea 3-ekspeditionens hjemkomst, mens den tiende mønt fik dampskibet Hjejlen som motiv i anledning af 150-året for skibets bygning.
| Dato               | Skib                  | Kunstner          |
| ------------------ | --------------------- | ----------------- |
| 25. april 2007     | Vædderen              | Øivind Nygård     |
| 10. september 2007 | Fregatten Jylland     | Hans Pauli Olsen  |
| 17. april 2008     | Selandia              | Torben Ebbesen    |
| 8. august 2008     | Havhingsten           | Erik Varming      |
| 22. september 2008 | Kongeskibet Dannebrog | Henrik Wiberg     |
| 27. maj 2009       | Fyrskib XVII          | Karin Lorentzen   |
| 2. november 2009   | Færøbåd               | Hans Pauli Olsen  |
| 29. november 2010  | Kajak - Konebåd       | Niels Motzfeldt   |
| 18. marts 2011     | Emma Mærsk            | Torben Ebbesen    |
| 8. juni 2011       | Hjejlen               | Henrik Wiberg     |
| 29. maj 2012       | M/F Kong Frederik IX  | Elisabeth Toubro  |
| 11. december 2012  | Fiskekutter           | Margrete Sørensen |

## Videnskabsmønterne
Videnskabsmønterne er en møntserie fra Den Kgl. Mønt med motiver af danske videnskabsmænds teorier på ellers almindelige 20-kroner. Som noget nyt i danske temamøntserier blev alle mønter udsendt samme dag; den 7. oktober 2013.
Den første mønt fik Niels Bohrs atommodel som motiv i anledning af denne models 100-års jubilæum.
Serien består af 4 almindelige 20-kroner i aluminiumsbronze, til cirkulation og nogle i en særlig proof version og 4 500-kronemønter i sølv.
| Videnskabsmand | Teori             |
| -------------- | ----------------- |
| Niels Bohr     | Atomteori         |
| H.C. Ørsted    | Elektromagnetisme |
| Ole Rømer      | Lysets hastighed  |
| Tycho Brahe    | Stella Nova       |

Produktionstal er:
20-krone til cirkulation:
- Niels Bohr: 268.000 stk.
- H.C.Ørsted: 286.000 stk.
- Ole Rømer: 300.000 stk.
- Tycho Brahe: 300.000 stk.

20-krone i proof version:
- Niels Bohr: 1.976 stk.
- H.C.Ørsted: 1.987 stk.
- Ole Rømer: 2.146 stk.
- Tycho Brahe: 2.000 stk.

500-krone sølv:
- Niels Bohr: 3.981 stk.
- H.C.Ørsted: 3.521 stk.
- Ole Rømer: 3.577 stk.
- Tycho Brahe: 3.600 stk.